# Josef Minsch
Josef «Jos» Minsch (* 23. Juni 1941 in Klosters; † 7. Juni 2008 ebenda) war ein Schweizer Skirennfahrer. Er war in den 1960er Jahren aktiv und vor allem in Abfahrtsläufen erfolgreich.

## Biografie
Bei den Olympischen Winterspielen 1964 in Innsbruck erreichte er in der Abfahrt den vierten Platz und verpasste die Bronzemedaille um lediglich sechs Hundertstelsekunden; im Riesenslalom wurde er Neunter. Bei den Olympischen Winterspielen 1968 erreichte er den 14. Platz in der Abfahrt.
Im seit 1967 ausgetragenen Skiweltcup gewann Minsch am 9. Februar 1969 in Cortina d’Ampezzo eine Abfahrt. Darüber hinaus erreichte er zehn weitere Platzierungen unter den besten zehn. Minsch errang insgesamt fünf Schweizer Meistertitel (Abfahrt 1963, 1964 und 1966, Riesenslalom 1963, Kombination 1963). Im Jahr 1963 wurde er ausserdem US-amerikanischer Abfahrts- und Riesenslalom-Meister.
Beim Training zur Lauberhorn-Abfahrt stürzte Minsch am 6. Januar 1965 schwer und erlitt einen Beckenbruch, woraufhin er ein Jahr lang pausieren musste. Die unterhalb des «Hundschopf»-Sprungs gelegene Sturzstelle wird seither nach ihm als «Minschkante» bezeichnet. 1966 musste sich Minsch bei der Lauberhorn-Abfahrt lediglich dem Österreicher Karl Schranz geschlagen geben. Im selben Jahr gewann er die Abfahrt der 3-Tre-Rennen in Madonna di Campiglio.
Nach seinem Rücktritt zum Ende der Saison 1968/69 arbeitete der gelernte Maschinenmechaniker und patentierte Skilehrer zunächst als Vertreter für seine Ski- bzw. Skischuhfirma und war danach zwanzig Jahre lang als Leiter der Skischule Klosters tätig.